# Return of Forces to Germany
Return of Forces to Germany, kurz REFORGER (wörtlich „Rückkehr von Streitkräften nach Deutschland“), war eine Serie von Großmanövern der NATO, die einmal oder mehrmals im Jahr abgehalten wurden. Die Manöver fanden von 1969 bis kurz nach dem Ende des Kalten Krieges 1993 statt.

## Ziel und Umfang
Ziele der Übungen waren im Rahmen der NATO-Strategie Flexible Response (MC 14/3) die Überprüfung und Verbesserung der geplanten Abläufe, das Training der beteiligten Truppen und die Machtdemonstration gegenüber dem potentiellen Gegner, dem Warschauer Pakt.
Da weder die USA noch die Bundesrepublik Deutschland die für einen Krieg in Europa erforderlichen konventionellen US-Streitkräfte ständig in Deutschland stationieren wollten, ergab sich die Notwendigkeit dieser Übungen. Das Material (Kampf- und Transportfahrzeuge, Waffen, Versorgungsgüter usw.) mehrerer Großverbände der US Army war in Deutschland eingelagert. Durch schnelles Heranführen des Personals aus Übersee, das dann lediglich das Material übernehmen und aktivieren musste, sollte eine rasche Verstärkung der konventionellen Streitkräfte in Europa möglichst kostengünstig ermöglicht werden. Die Übungen gehörten zum Rapid Reinforcement Concept (RRC) der NATO.
Neben den herangeholten US-Truppen übten vor allem die deutschen WHNS-Dienststellen. Darüber hinaus waren gewöhnlich in großem Umfang in Westdeutschland bereits präsente Verbände der 7. US-Armee, die Bundeswehr, die Britische Rheinarmee, die französischen Streitkräfte in Deutschland sowie die kanadischen Streitkräfte an der Übung beteiligt, die sich dem eigentlichen REFORGER-Teil als freilaufende Übung anschloss.
Hierbei wurde die Einsatzbereitschaft von Heer, Luftwaffe, Marine und Spezialeinheiten unter Kriegsannahmen realistisch geübt. So wurden auch Heeresteile und Luftwaffeneinheiten aus den USA nach Europa verschifft und geflogen. Marinestreitkräfte aller NATO-Staaten sicherten dabei den Atlantik gegen angenommene Angriffe der sowjetischen Nordflotte. Die Einheiten der NATO-Mitgliedsstaaten wurden zu großen Teilen in Gefechtsbereitschaft versetzt und traten zum Teil auch in Kampfposition auf Truppenübungsplätzen an. Dabei kam es immer wieder zu manöverbedingten Unfällen mit Verletzten oder sogar Toten, so z. B. anlässlich des Reforger-Manövers 1977 zu 12 Toten und 94 Verletzten, darunter auch Zivilisten. Für die Regulierung eingetretener Flurschäden durch die Großmanöver waren die Ämter für Verteidigungslasten zuständig.
Bei den Manövern handelte es sich nicht um eine unmittelbar von der NATO veranstaltete Übung, sondern um eine nationale US-Übung mit Host Nation Support (HNS)-Dienstleistungen und der Beteiligung anderer Staaten auf der Basis bilateraler Absprachen. Für die Abrechnung galten Regelungen, die in drei bilateralen Abkommen mit den USA festgelegt waren:
- Die Kosten für Transport und Unterbringung sowie alle mit dem Aufenthalt in Deutschland verbundenen Kosten wurden von den USA getragen.
- Alle Kosten für das Herstellen von Fernmeldeverbindungen unter Nutzung des Bundeswehrfernmeldenetzes sowie für Maßnahmen der militärischen Verkehrsführung wurden von der Bundeswehr übernommen. Dabei entstehende zusätzliche Kosten (z. B. Überstundengelder, Fernmeldegebühren und Materialbetriebskosten) wurden von den USA erstattet.
- Die Kosten für die in der Übung teilnehmenden deutschen Truppen gingen zu Lasten der Bundesrepublik Deutschland. Wurden NATO-finanzierte Einrichtungen genutzt, wurden die Kosten gemäß Kostenverteilerschlüsseln auf die Nationen verteilt.

Neben Truppenteilen der Bundeswehr waren auch Einheiten des Bundesgrenzschutzes an den Manövern beteiligt.
Die Manöver in den 1990er Jahren versuchten durch ein neues Übungskonzept (Stabsrahmenübungen, Computersimulationen) eine drastische Reduzierung des „kämpfenden Anteils“ und durch den weitgehenden Verzicht auf Truppenbewegungen im Gelände, Umweltschäden und Belastungen der Bevölkerung im Übungsraum zu reduzieren. Gegenstück der REFORGER-Übung waren die Herbstmanöver des Warschauer Paktes.

## REFORGER-Manöver
Die erste REFORGER-Übung fand im Januar 1969 mit 17.000 Soldaten, die letzte im Mai 1993 mit 7.000 statt. Die größte Übung fand 1988 mit 124.800 Soldaten statt.
| Name | Beginn             | Ende                                                    | Wichtige teilnehmende Einheiten | Gesamt-Truppen- stärke | Übungsraum |
| --- | ------------------ | ------------------------------------------------------- | --- | ---------------------- | --- |
| Reforger I FTX - Carbide Ice | 29. Januar 1969    | 4. Februar 1969                                         | 24. US-Infanteriedivision, 2. Gepanzertes US-Kavallerieregiment | 17.000                 | Nordbayern, Grafenwöhr, Amberg, Hohenfels |
| Reforger II FTX - Certain Thrust | 13. Oktober 1970   | 23. Oktober 1970                                        | VII. US-Korps, 3. US-Infanteriedivision, 1. US-Infanteriedivision, 4. kanadische mech. Brigade, Panzergrenadierbrigade 35 (DE) | 33.500                 | Bamberg, Ebern, Schweinfurt, Würzburg, Kitzingen, Bayreuth, Haßfurt, Grafenwöhr, Pegnitz, Neumarkt                                                          |
| Reforger III FTX - Certain Forge | 11. Oktober 1971   | 15. Oktober 1971                                        | VII. US-Korps, 4. kanadische mech. Brigade, 1. US-Infanteriedivision, 1. US-Panzerdivision, Panzergrenadierbrigade 35 (DE), Panzerbrigade 36 (DE) | 33.000                 | Ingolstadt, Amberg, Freising, Beilngries, Landshut, Schwandorf, München, Nürnberg, Bayreuth                                                                 |
| Reforger IV FTX - Certain Shield | 9. Januar 1973     | 22. Januar 1973                                         | VII. US-Korps, 1. US-Infanteriedivision, 1. US-Panzerdivision, 2. US-Panzerdivision, | 46.000                 | Bad Mergentheim, Walldürn, Crailsheim, Würzburg, Kitzingen, Rothenburg o.d. Tauber, Neustadt/Aisch                                                          |
| Reforger V FTX - Certain Charge | 9. Oktober 1973    | 16. Oktober 1973                                        | VII. US-Korps, 1. US-Infanteriedivision, 1. US-Panzerdivision, 3. US-Infanteriedivision, Panzerbrigade 29 (DE) | 51.000                 | Nürnberg, Ansbach, Schwäbisch Hall, Schwäbisch Gmünd, Dinkelsbühl, Ingolstadt, Crailsheim                                                                   |
| Reforger 74 FTX - Certain Pledge | 10. Oktober 1974   | 23. Oktober 1974                                        | VII. US-Korps, 1. US-Infanteriedivision, 2. Gepanzertes US-Kavallerieregiment, 1. US-Panzerdivision, 4. kanadische mech. Brigade | 44.000                 | Stuttgart, Ulm, Donauwörth, Eichstätt, Weißenburg in Bayern, Crailsheim, Heidenheim an der Brenz, Göppingen, Schwäbisch Hall, Dinkelsbühl                   |
| Reforger 75 FTX - Certain Trek | 14. Oktober 1975   | 23. Oktober 1975                                        | VII. US-Korps, 1. US-Infanteriedivision, 2. Gepanzertes US-Kavallerieregiment, 3. Gepanzertes US-Kavallerieregiment, 3. US-Infanteriedivision, | 57.000                 | Ansbach, Fürth, Erlangen, Bamberg, Fulda, Hanau, Darmstadt, Heidelberg                                                                                      |
| Reforger 76 FTX - Gordian Shield | 7. September 1976  | 11. September 1976                                      | V. US-Korps, 11. Gepanzertes US-Kavallerieregiment, Panzergrenadierbrigade 13 (DE), 8. US-Infanteriedivision, 101. US-Luftlandedivision | 40.000                 | Alsfeld, Feldatal, Lauterbach, Marburg, Zeilbach |
| Reforger 76 FTX - Lares Team | 11. September 1976 | 17. September 1976                                      | 1. US-Panzerdivision, 2. Gepanzertes US-Kavallerieregiment, 101. US-Luftlandedivision, 1. US-Infanteriedivision, Panzerbrigade 29 (DE), 4. kanadische mech. Brigade | 43.000                 | Nürnberg, Amberg, Regensburg, Ingolstadt, Donauwörth, Ansbach                                                                                               |
| Reforger 77 FTX - Carbon Edge | 13. September 1977 | 21. September 1977                                      | VII. US-Korps, 1. US-Infanteriedivision, 4. US-Infanteriedivision, 2. Gepanzertes US-Kavallerieregiment, 3. Gepanzertes US-Kavallerieregiment, 3. US-Infanteriedivision, | 51.800                 | Stuttgart, Tübingen, Ulm, Augsburg, München, Füssen, Sonthofen, Friedrichshafen, Tuttlingen                                                                 |
| Reforger 78 FTX - Certain Shield | 18. September 1978 | 28. September 1978                                      | V. US-Korps, 8. US-Infanteriedivision, 4. US-Infanteriedivision, 11. Gepanzertes US-Kavallerieregiment, 5. US-Infanteriedivision, 9. US-Infanteriedivision, 3. US-Panzerdivision, | 55.780                 | Frankfurt, Wetzlar, Bad Hersfeld, Fulda, Wildflecken, Karlstadt, Aschaffenburg, Hanau, Schweinfurt, Darmstadt, Limburg, Marburg                             |
| Reforger 79 FTX - Certain Sentinel | 27. Januar 1979    | 7. Februar 1979                                         | VII. US-Korps, 1. US-Infanteriedivision, 2. Gepanzertes US-Kavallerieregiment, 1. US-Panzerdivision | 61.000                 | Bamberg, Hammelburg, Würzburg, Ansbach |
| Reforger 80 FTX - Certain Rampart | 15. September 1980 | 24. September 1980                                      | VII. US-Korps, 1. US-Panzerdivision, 2. Gepanzertes US-Kavallerieregiment, 3. US-Infanteriedivision | 38.000                 | Nürnberg, Ingolstadt, Scheyern, Augsburg, Regensburg, Gunzenhausen, Ansbach                                                                                 |
| Reforger 81 FTX - Certain Encounter | 8. September 1981  | 23. September 1981                                      | III. US-Korps, V. US-Korps, 8. US-Infanteriedivision, 4. US-Infanteriedivision, 11. Gepanzertes US-Kavallerieregiment, 3. US-Panzerdivision | 70.000                 | Fulda, Gießen, Bad Hersfeld, Marburg, Schwalm-Eder-Kreis, Wetteraukreis                                                                                     |
| Reforger 82 FTX - Carbine Fortress | 13. September 1982 | 23. September 1982                                      | III. US-Korps, V. US-Korps, VII. US-Korps, 3. US-Infanteriedivision, 1. US-Infanteriedivision, 1. US-Panzerdivision, 8. US-Infanteriedivision | 72.500                 | Bamberg, Rothenburg o.d. Tauber, Heidenheim an der Brenz, Wertheim, Schweinfurt, Ebern, Ochsenfurt, Steigerwald                                             |
| Reforger 83 FTX - Confident Enterprise | 19. September 1983 | 30. September 1983                                      | V. US-Korps, 3. US-Panzerdivision, 11. Gepanzertes US-Kavallerieregiment, 8. US-Infanteriedivision, 3. Gepanzertes US-Kavallerieregiment | 61.000                 | Bad Hersfeld, Vogelsbergkreis, Gießen, Main-Kinzig-Kreis |
| Reforger 84 FTX - Certain Fury | 12. September 1984 | 28. September 1984                                      | VII. US-Korps, 5. US-Infanteriedivision, 1. US-Infanteriedivision, 3. US-Infanteriedivision, 2. Gepanzertes US-Kavallerieregiment | 50.000                 | Donauwörth, Nördlingen, Schwäbisch Hall, Göppingen, Ansbach                                                                                                 |
| Reforger 85 FTX - Central Guardian | 21. Januar 1985    | 31. Januar 1985                                         | V. US-Korps, 8. US-Infanteriedivision, 11. Gepanzertes US-Kavallerieregiment, 197. US-Infanteriebrigade, 3. US-Panzerdivision, 4. US-Infanteriedivision | 72.000                 | Kassel, Frankenberg, Homberg, Neukirchen, Vogelsbergkreis, Bad Hersfeld, Battenberg, Gießen, Wetzlar, Butzbach                                              |
| Reforger 86 FTX - Certain Sentinel | 20. Januar 1986    | 31. Januar 1986 (wetterbedingter Abbruch am 24. Januar) | VII. US-Korps, 1. US-Panzerdivision, 4. Kanadische mech. Brigade, 11. Gepanzertes US-Kavallerieregiment, 12. Panzerdivision (DE), 1. US-Infanteriedivision | 73.000                 | Schweinfurt, Kulmbach, Hof, Weiden, Schwandorf, Ansbach, Kitzingen, Grafenwöhr, Bamberg                                                                     |
| Reforger 87 FTX/CPX - Certain Strike | 14. September 1987 | 24. September 1987                                      | III. US-Corps, 1. US-Kavalleriebrigade, 2. US-Panzerdivision, 1. Panzerdivision (DE), Panzergrenadierbrigade 1 (DE), Panzerbrigade 3 (DE), 4. Division (NL), 43. NL-Panzergrenadierbrigade, 4. UK-Panzerbrigade | 78.300                 | Hannover, Wolfsburg, Uelzen, Rotenburg (Wümme), Soltau, Verden, Nienburg                                                                                    |
| Reforger 88 FTX - Certain Challenge | 6. September 1988  | 26. September 1988                                      | V. US-Korps, VII. US-Korps, 3. US-Panzerdivision, 8. US-Infanteriedivision, 10. Panzerdivision (DE), 197. US-Infanteriebrigade, 11. Gepanzertes US-Kavallerieregiment, 3. Gepanzertes US-Kavallerieregiment, Berlin Brigade, 3. US-Infanteriedivision, 1. US-Infanteriedivision, 2. Gepanzertes US-Kavallerieregiment, 12. Panzerdivision (DE), 4. Kanadische mech. Brigade | 124.800                | Bad Kissingen, Bamberg, Nürnberg, Dinkelsbühl, Heidenheim an der Brenz, Crailsheim, Heilbronn, Schwäbisch Hall, Bad Mergentheim, Wertheim, Gemünden am Main |
| 1989 kein Reforger, Absage aus Gründen des Umweltschutzes, der verbreiteten Ablehnung von Tiefflügen und der beginnenden Umorientierung der NATO (Abbau der Ost-West-Konfrontation, eine Bedrohung ergebe sich künftig zunehmend aus dem Süden und Südosten in Gestalt des islamischen Fundamentalismus) |                    |                                                         | |                        | |
| Reforger 90 CFX/FTX/CPX - Centurion Shield | 15. Januar 1990    | 26. Januar 1990                                         | CENTAG, V. US-Korps, VII. US-Korps, 3. US-Panzerdivision, 8. US-Infanteriedivision, 11. Gepanzertes US-Kavallerieregiment, 2. US-Panzerdivision, 1. Gebirgsdivision (DE), 194. US-Infanteriebrigade, 10. US-Gebirgsdivision, 1. US-Panzerdivision, 1. US-Infanteriedivision, 2. Gepanzertes US-Kavallerieregiment, Panzerbrigade 36 (DE), Panzergrenadierbrigade 13 (DE)    | 57.300                 | Schwetzingen, Heilbronn, Ansbach, Donau-Ries, Regensburg, Landshut, Dachau                                                                                  |
| Reforger 91 CFX/FTX/CPX - Certain Shield | 10. September 1991 | 20. September 1991                                      | NORTHAG, III. US-Korps, V. US-Korps, 4. US-Infanteriedivision, Hauptquartiere von US-, belgischen, niederländischen und britischen Einheiten | 28.400                 | Paderborn, Bielefeld, Kassel, Göttingen |
| Reforger 92 CFX/CPX - Certain Caravan | 17. September 1992 | 15. November 1992                                       | CENTAG, V. US-Korps, 1. US-Infanteriedivision, III. Korps (DE) | 20.000                 | Hessen, CMTC Hohenfels |
| Reforger 93 CFX/CPX - Chariot Fury | Mai 1993           | Mai 1993                                                | CENTAG, V. US-Korps, 1. US-Panzerdivision, 3. US-Infanteriedivision, 5. Panzerdivision (DE), 20. UK-Panzerbrigade, 12. mech. Brigade (NL) | 7.000                  | Kaiserslautern |

Abkürzungen: FTX = Field Training Exercise (Feldübung), CPX = Command Post/Paper Exercise (Stabrahmensübung), CFX = Command Field Exercise (Stabs-Feldübung)

## Sonstiges
Unter der Bezeichnung Defender-Europe 20 sollte unter anderen politischen Rahmenbedingungen im Zeitraum von Januar bis Mai 2020 ein ähnlich umfangreiches US-Manöver mit Beteiligung weiterer NATO-Mitglieder stattfinden. Die etwa 37.000 teilnehmenden Soldaten aus 18 Staaten, davon ca. 20.000 aus den USA, sollten die möglichst schnelle Truppenverlegung nach Osteuropa üben und die Infrastruktur in den gastgebenden NATO-Staaten dabei einem Stresstest unterziehen. Die Übung wurde Anfang März aufgrund der COVID-19-Pandemie faktisch ausgesetzt.

## Bilder

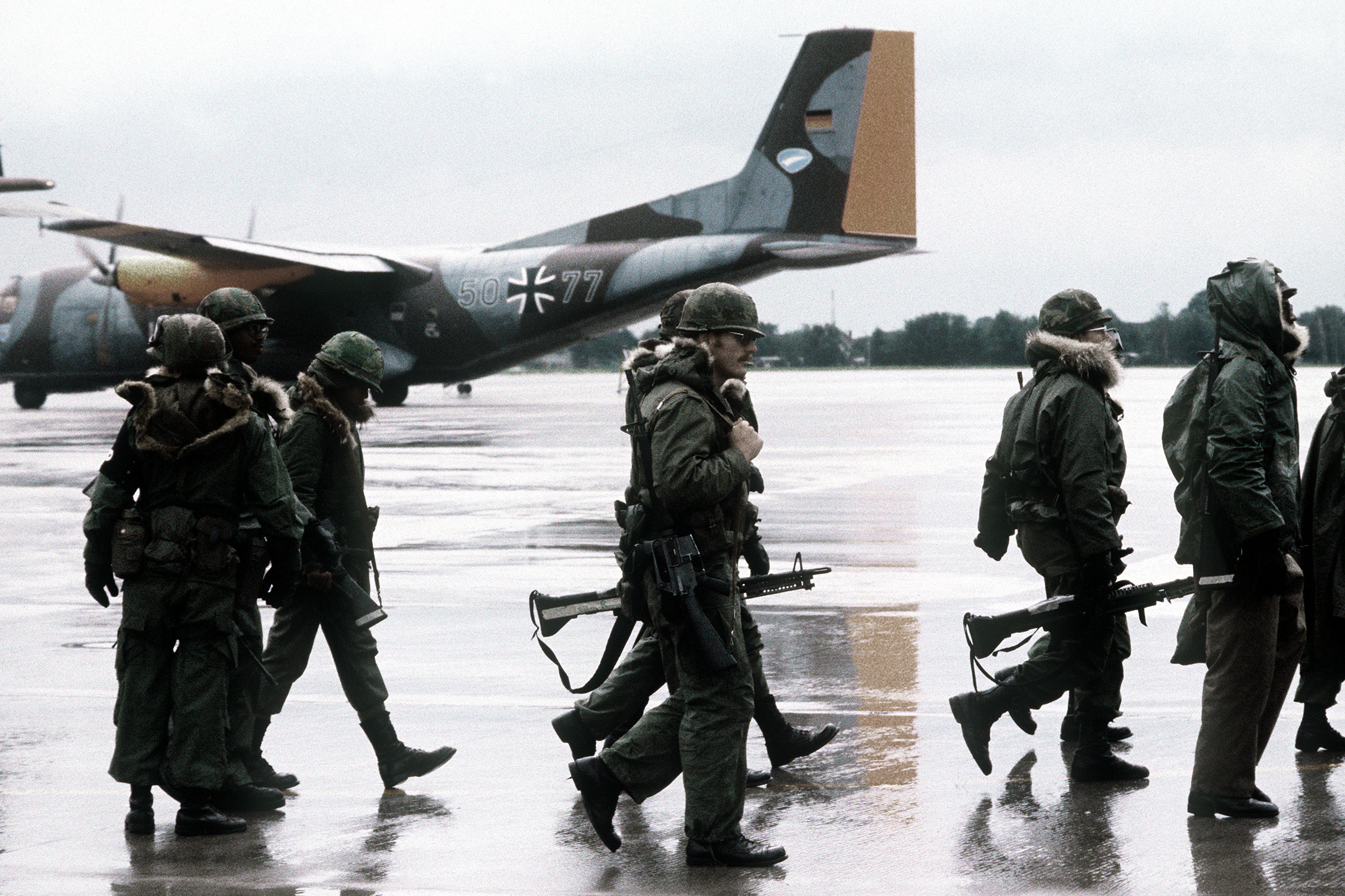
Eine deutsche C-160 Transall und Soldaten während der REFORGER-Übung 1980
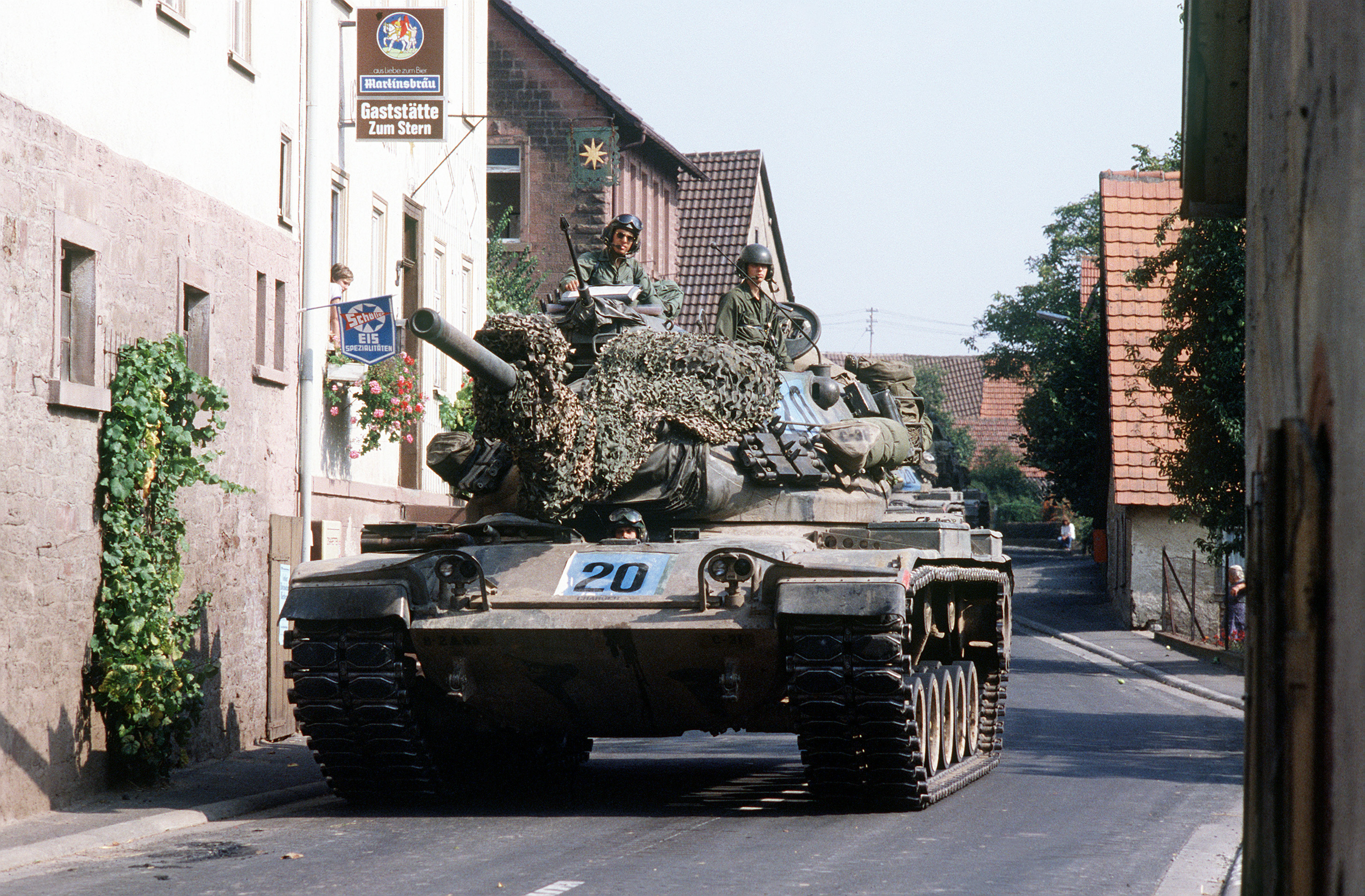
Ein US-M60A1-Panzer während der REFORGER-Übung 1982
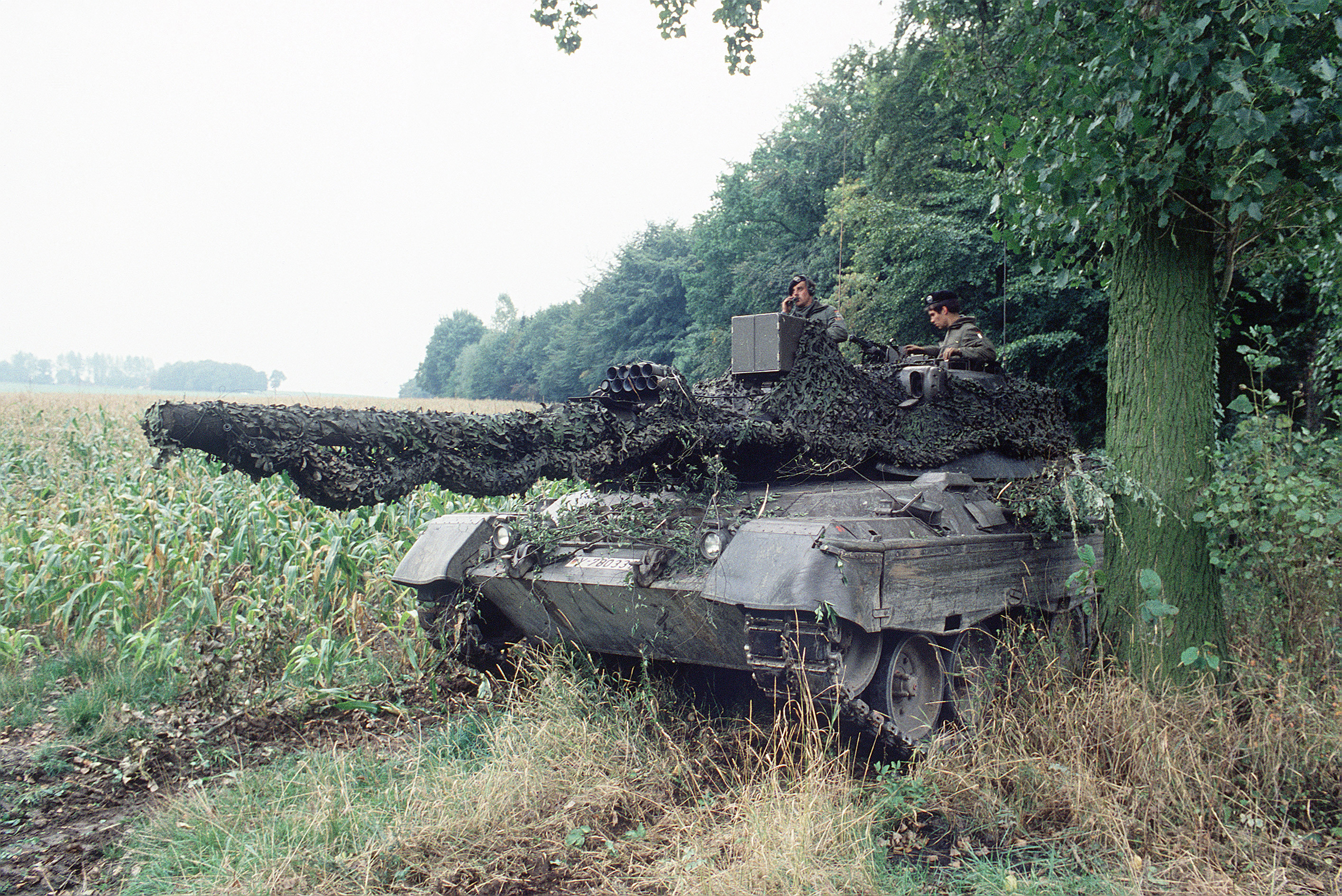
Ein deutscher Leopard-1-Panzer während der REFORGER-Übung 1983
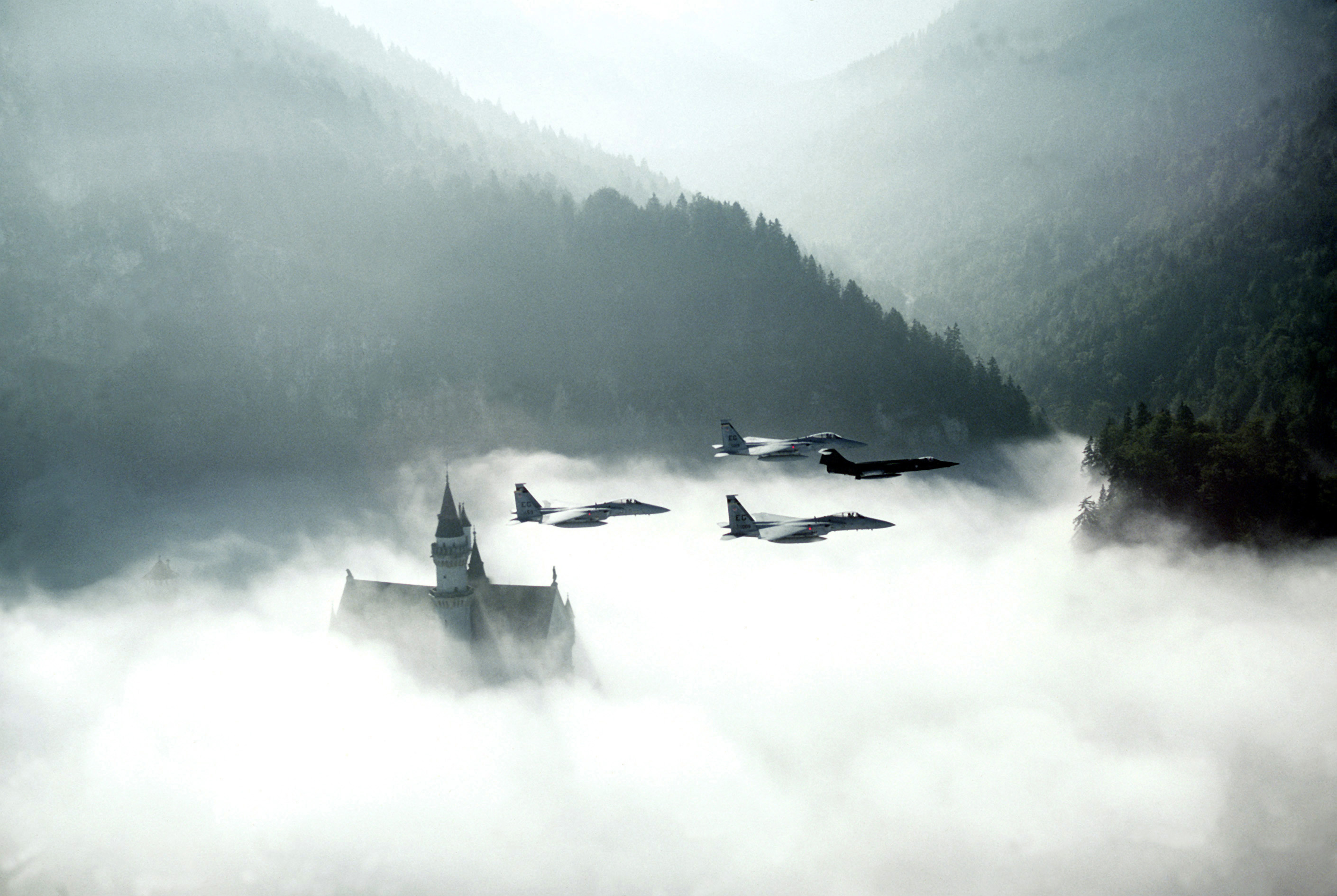
F-104- und F-15-Jäger über Schloss Neuschwanstein, REFORGER 1982
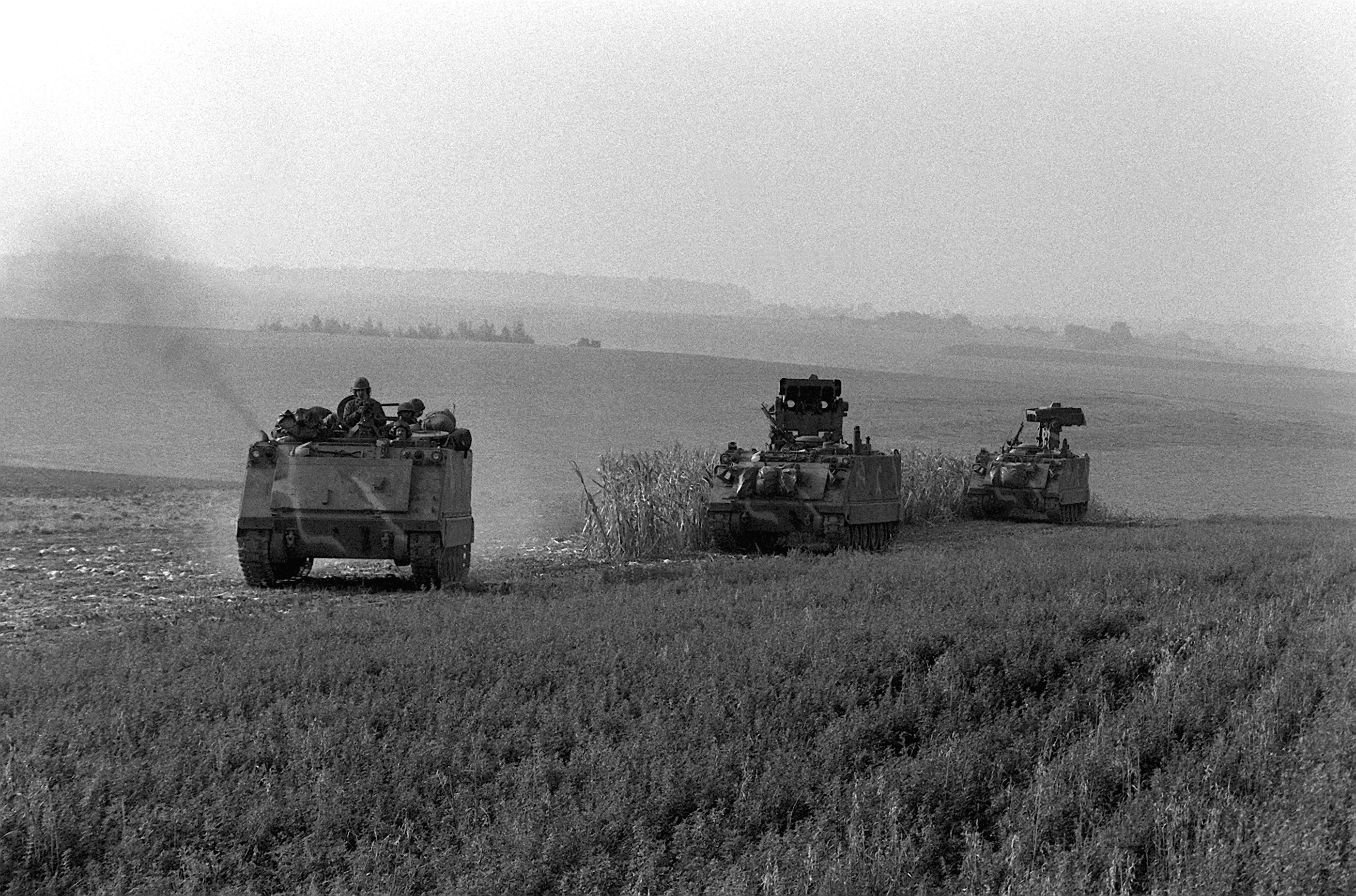
M113, M901TOW und M981 FIST-V, Reforger 1982
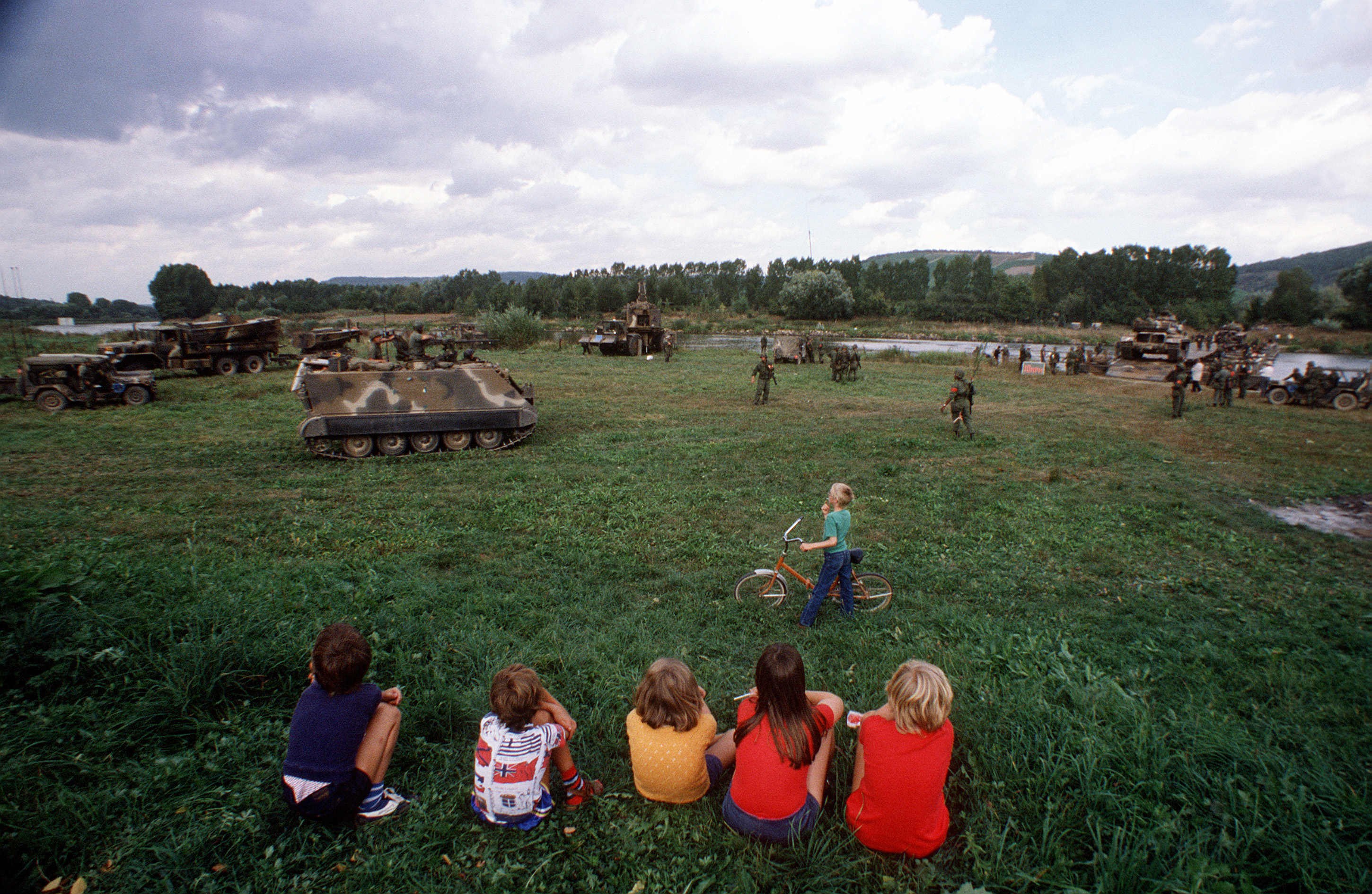
M113, M551 und weitere Fahrzeuge beim Übersetzen über einen Fluss, REFORGER-Übung 1982.
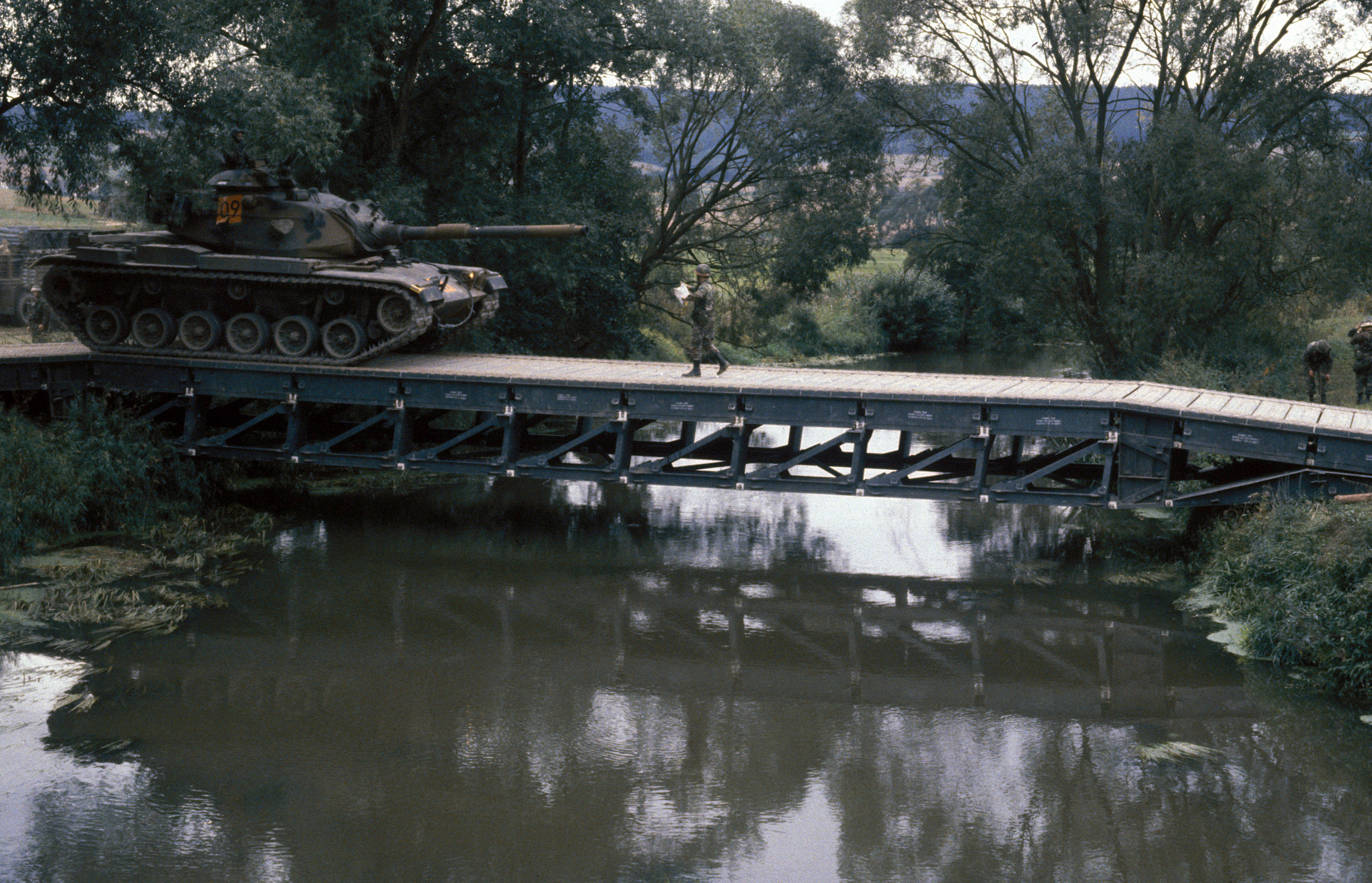
Ein Kampfpanzer M60A3 überquert einen Fluss auf einer Medium Girder Bridge (MGB), REFORGER-Übung 1983.
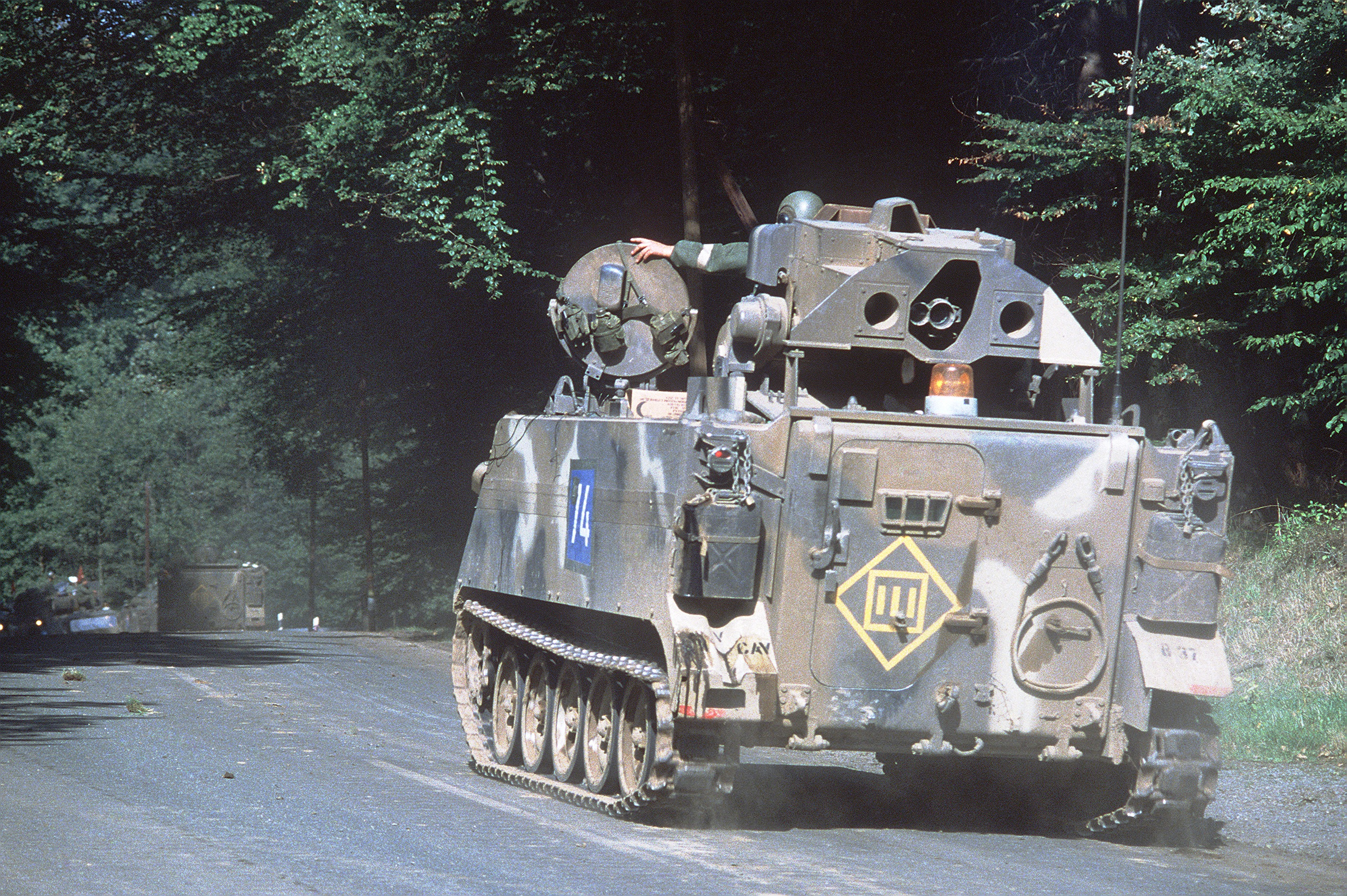
Ein M901 im „Laubacher Wald“, REFORGER-Übung 1983.
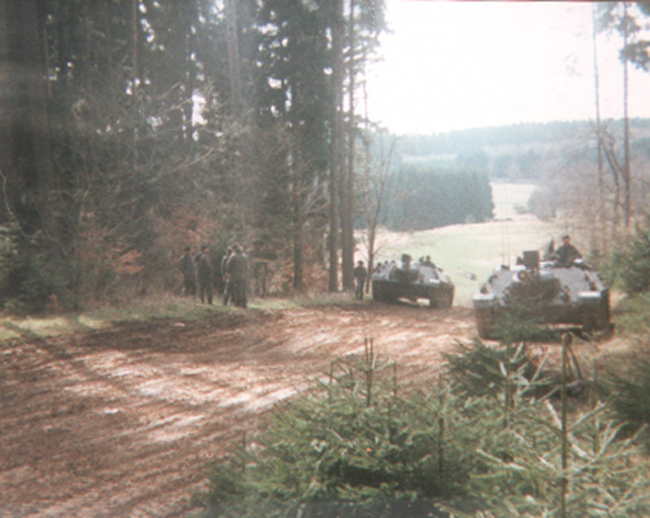
Deutsche Kanonenjagdpanzer in Wildflecken, Reforger 1984
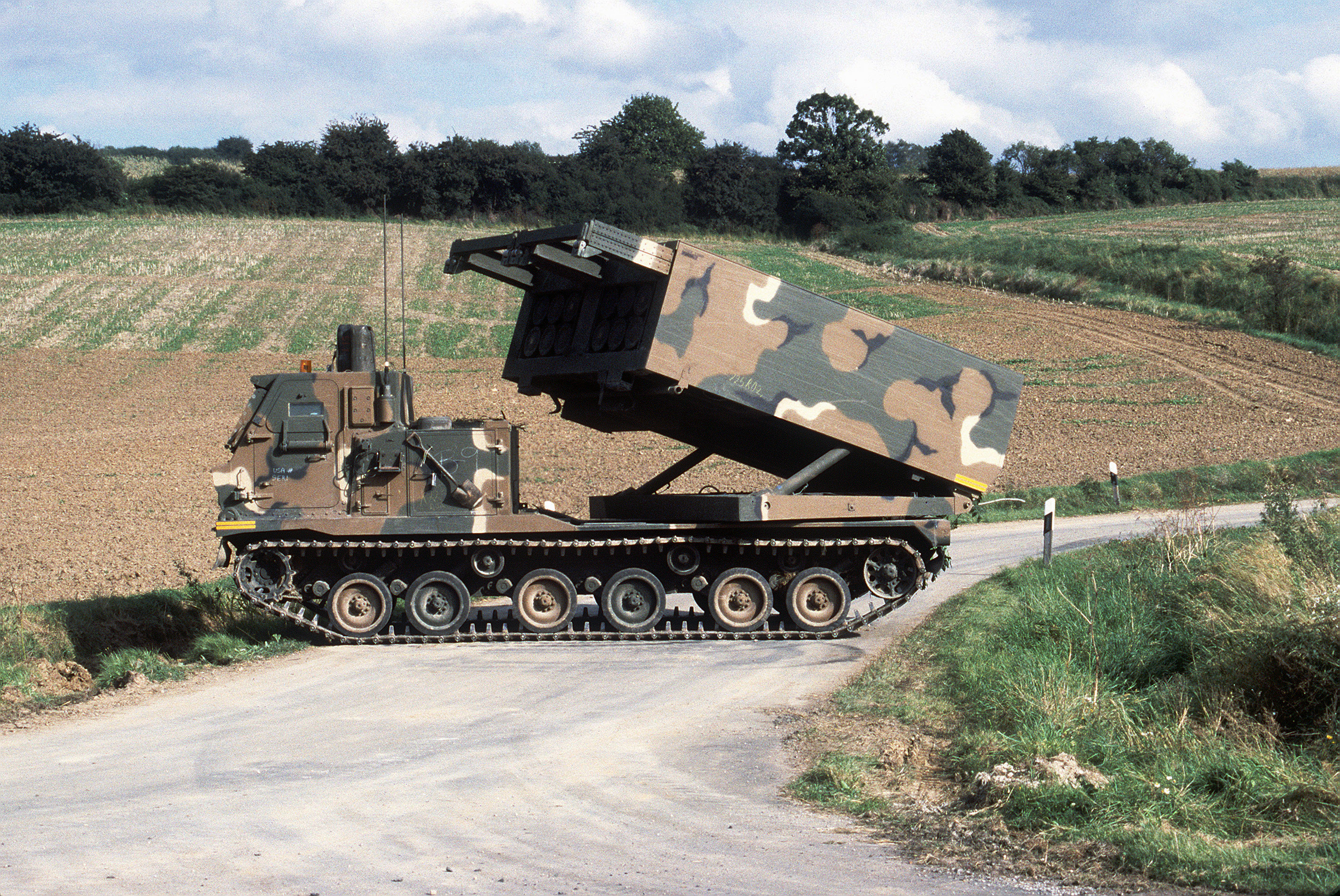
Amerikanisches MLRS-System auf einer Landstraße, Reforger 1984
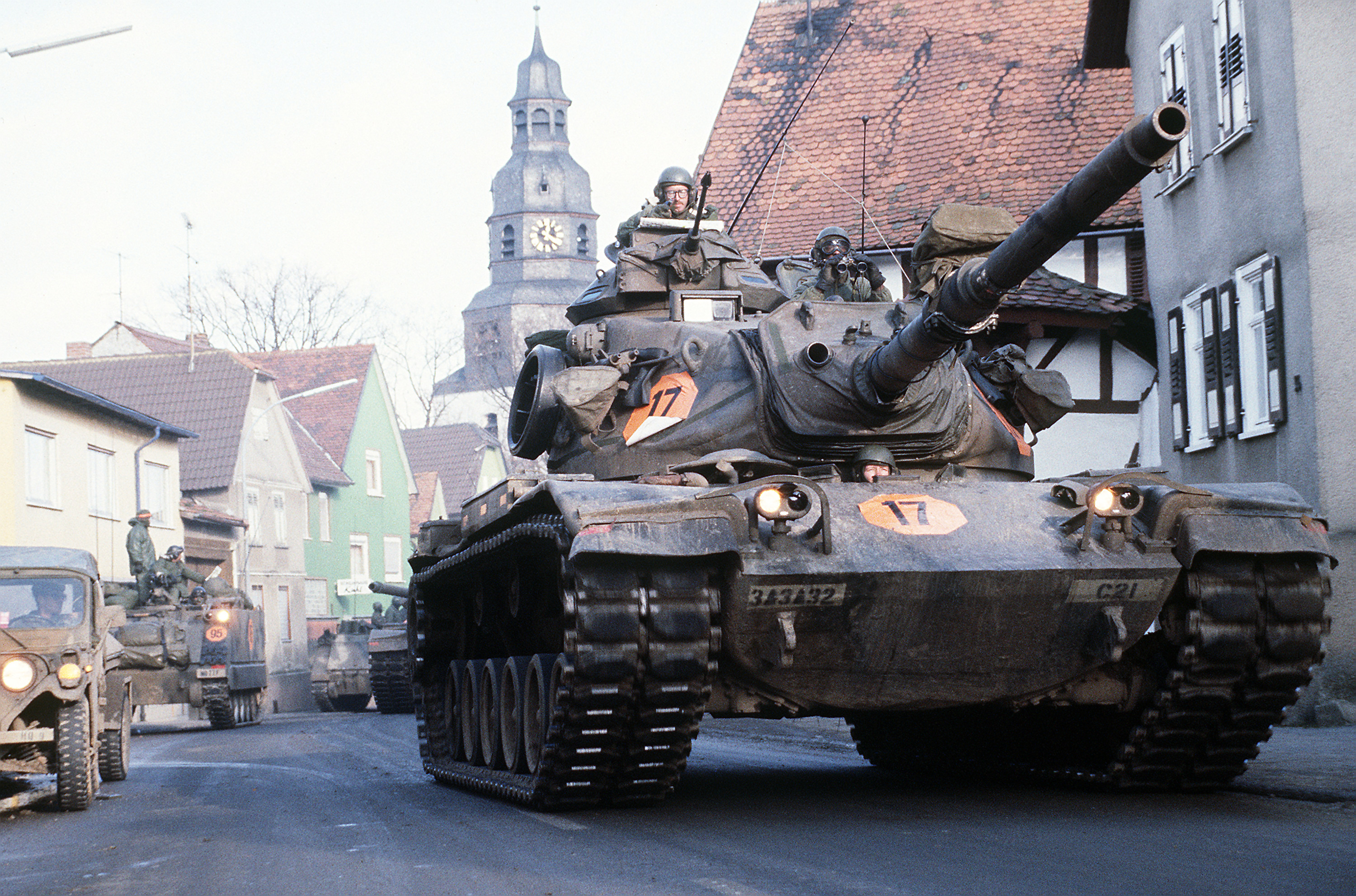
Ein M60A3 während des Manövers REFORGER 1985 in Langgöns in Hessen
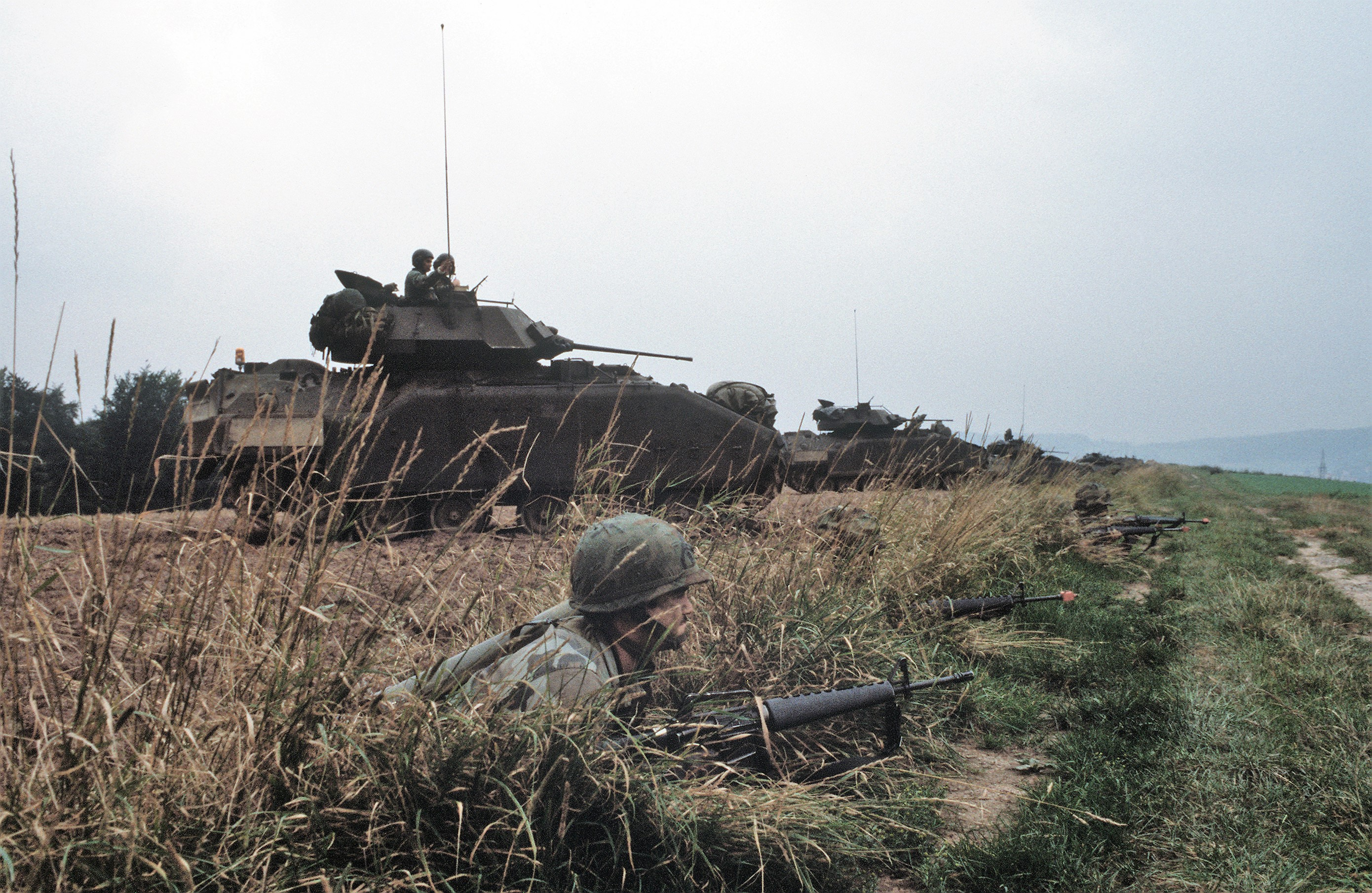
Drei Schützenpanzer M2 Bradley während des Manövers REFORGER 1985
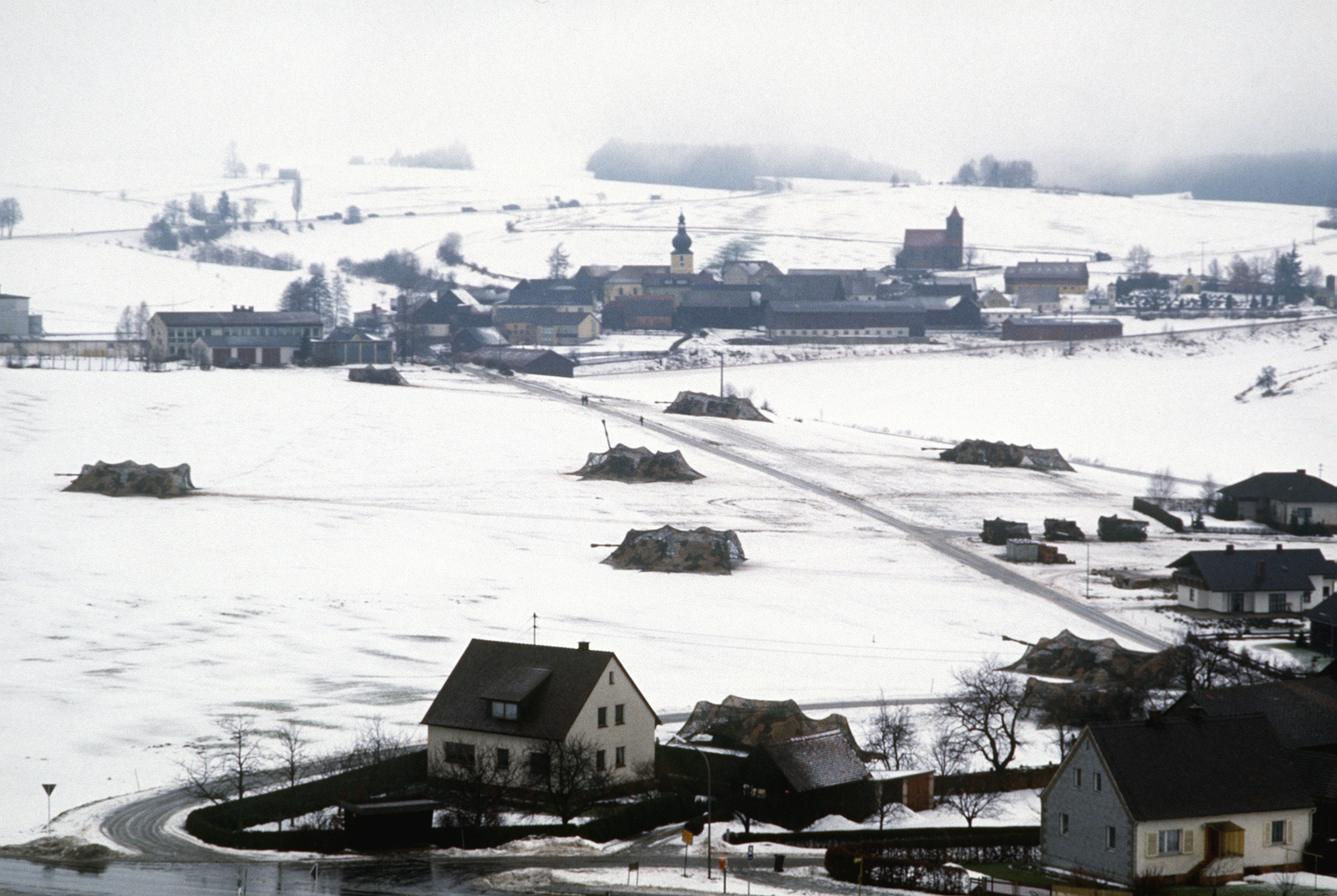
Getarnte schwere Artillerie während der Übung REFORGER 1986